# Hans Schultz
Hans Christian Schultz (ur. 23 marca 1864 w Vigerslev, zm. 26 czerwca 1937 w Otterup) – duński strzelec, olimpijczyk. Teść Nielsa Larsena i dziadek Uffe Schultza Larsena, również strzelców.
Dwukrotny uczestnik igrzysk olimpijskich (IO 1908, IO 1912). Wystartował łącznie w 6 konkurencjach. Najwyższe miejsca zajął podczas swojego pierwszego startu olimpijskiego. Indywidualnie był 21. w karabinie dowolnym w trzech postawach z 300 m, zaś z drużyną ukończył zawody na 4. miejscu.
Schultz był uznanym ekspertem od broni palnej w armii duńskiej i rusznikarzem. W 1904 roku otworzył swoją pracownię rusznikarską. W 1910 roku zatrudnił Nielsa Larsena. W 1917 roku zostali partnerami biznesowymi, a w 1919 roku założyli firmę Schultz & Larsen, zajmującą się produkcją karabinów i tłumików. 

## Wyniki

### Igrzyska olimpijskie
| Igrzyska       | Konkurencja                                     | Wynik                                         | Miejsce | Źródło |
| -------------- | ----------------------------------------------- | --------------------------------------------- | ------- | ------ |
| Londyn 1908    | Karabin dowolny, trzy postawy, 300 m            | 769 pkt. (289–257–223)                        | 21      | [ 1 ]  |
| Londyn 1908    | Karabin dowolny, trzy postawy, 300 m, drużynowo | 4543 pkt. (druż.) 748 pkt. ind. (299–258–191) | 4       | [ 2 ]  |
| Sztokholm 1912 | Karabin dowolny, trzy postawy, 300 m            | 808 pkt. (276–296–236)                        | 52      | [ 5 ]  |
| Sztokholm 1912 | Karabin wojskowy, trzy postawy, 300 m           | 82 pkt. (47–35)                               | 36      | [ 6 ]  |
| Sztokholm 1912 | Karabin wojskowy, dowolna postawa, 600 m        | 75 pkt.                                       | 44      | [ 7 ]  |
| Sztokholm 1912 | Karabin wojskowy, drużynowo                     | 1419 pkt. (druż.) 244 pkt. ind. (62–64–59–59) | 8       | [ 8 ]  |